# 奥州市立人首小学校
奥州市立人首小学校（おうしゅうしりつ ひとかべしょうがっこう）は、岩手県奥州市江刺米里にあった公立小学校。通称人小（ひとしょう）。

## 概要
市北東部を占める米里地区の中心部に位置し、1級のへき地校に指定されていた。明治初期に開校し、150年の歴史をもつ学校だったが、少子化に逆らえず2023年に閉校した。
校名に「人首」を冠していたのは、かつてこの地区一帯が人首村であったことに由来する。なお校名は、勅令や設置自治体の変遷などにより9回変更し、閉校時の校名（奥州市立人首小学校）を名乗ったのは奥州市が誕生した2006年からである。
1873年の開校時から1971年にかけては分校を設けていた。うち木細工分校は、1929年に木細工小学校として独立。ほか2校（中沢・学間沢）は、米里地区中心部より数キロメートル離れた山間部にあり、通学が困難な1年生から4年生までが通った。
当校の学区である米里地区は、県の沿岸部と内陸部を結ぶ要衝の地として栄えていた背景から最多期は600人ほどの児童が在籍していたが、少子化や過疎化の影響により次第に減少していき、2000年代に入ると70人前後で推移していた。2010年代に入ると減少が加速し、2010年度の64人から2017年度には26人と半減し、閉校年度の2022年度には15人となり、奥州市内の小学校では木細工小学校（5人）に次いで2番目に少ない児童数となった。さらに、2011年度からは2学年を合わせた児童数が16人に満たないことから一部で複式学級となり、2017年度からは全学年が複式学級の状況が続いていた。

## 沿革
人首村17番地（現：奥州市江刺米里）に1873年7月、人首小学校として開校した。開校と同時期に木細工分校・学間沢分校・中沢分校の3分校を村内に設けたが、1929年に木細工分教場は木細工尋常小学校（のちの奥州市立木細工小学校）として本校からは独立を果たし、残りの2分校は1971年9月をもって本校に統合されたことにより、分校は消滅した。
奥州市教育委員会が、教育環境の向上や学校規模の適正化などを目的とした「奥州市学校再編計画」を2021年3月に策定した。学級数が6に満たない本校は、学校の維持が許容される下限未満の「過小規模校」に区分され、他校への統合が決定した。同じく過小規模校に区分された江刺地域東部の4校（木細工小・梁川小・広瀬小・玉里小）と共に、玉里小学校（奥州市江刺玉里）の施設を活用した新設校「奥州市立江刺ひがし小学校」へ、2023年4月に統合することとなった。
統合による閉校に先立ち、2022年10月に閉校記念碑除幕式を行い、校門脇に記念碑を設置した。記念碑には後世へ残していく文章や、インターネット上で当校に関する映像を見るためのQRコードを刻印した。2023年3月をもって閉校し、149年の歴史に幕を閉じた。

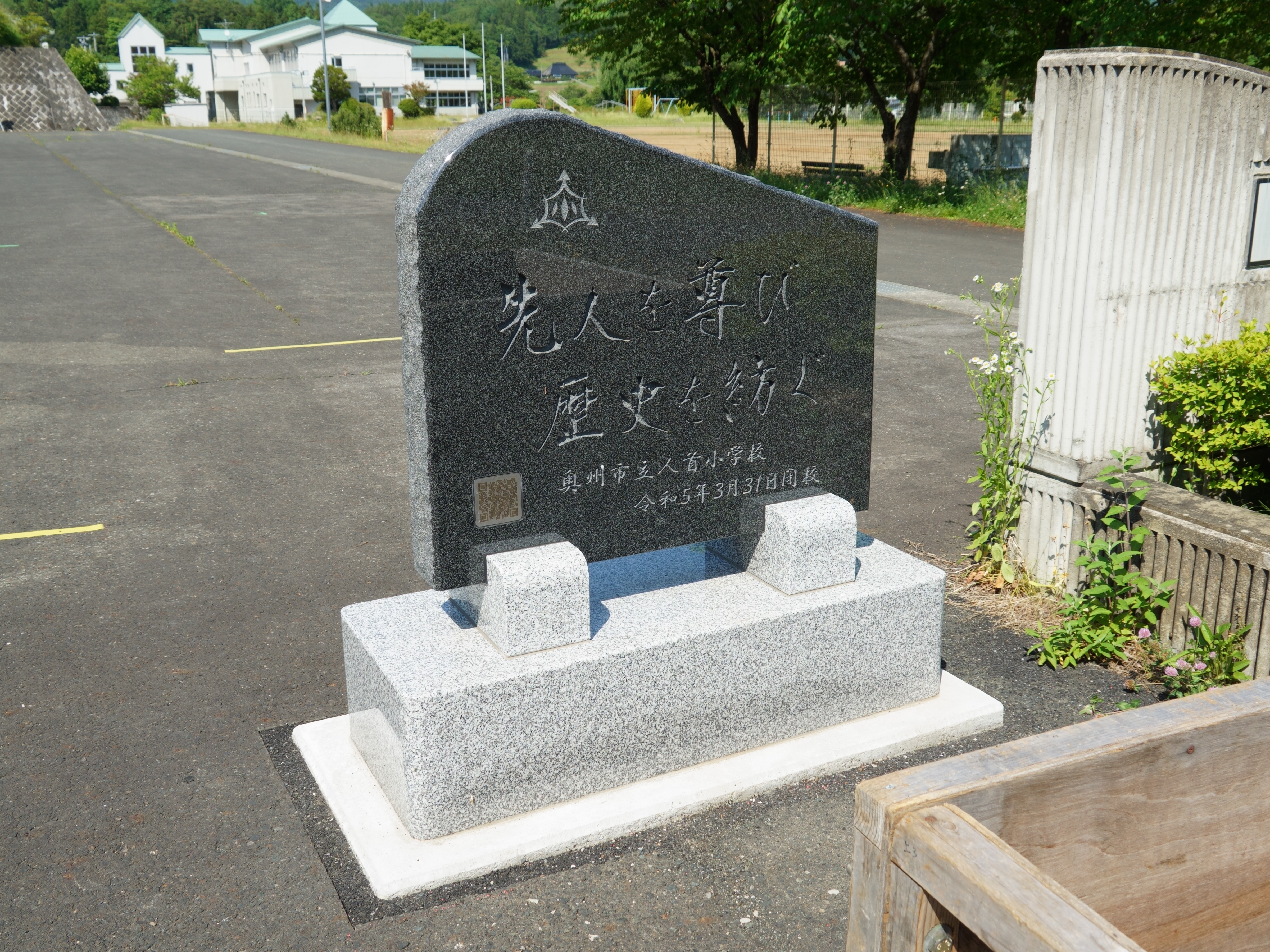
閉校記念碑（2024年6月）

### 年表
- 1873年（明治6年）7月8日 - 人首小学校として開校[19][4]。「木細工」「学間沢」「中沢」の3分校を設置[14][6]。
- 「公立人首小学校」に改称[6]。
- 「人首下等小学校」に改称[20]。
- 1877年（明治10年） - 福泉寺（米里村字馬場126番地[20][21]）に移転[注 3][22]。
- 1880年（明治13年） - 自徳寺（江刺米里字荒田表19番地）に移転[22]。
- 1885年（明治18年） - 江刺米里字本小路9番地1に新校舎を落成し、移転[22]。
- 1887年（明治20年）4月 - 「人首尋常小学校」に改称[6][4]。
- 1891年（明治24年） - 分校を分教場に改称[22]。
- 1902年（明治35年）4月 - 高等科を併設し、「人首尋常高等小学校」に改称[6]。
- 1903年（明治36年） - 江刺米里字荒田表に新校舎を落成し、移転[22]。
- 1908年（明治41年）12月 - 同窓会により公共図書館「人首図書館」を開設[23]。
- 1925年（大正14年） - 青年訓練所令施行に伴い、米里青年訓練所を併設[24][25]。
- 1929年（昭和4年）8月1日 - 木細工分教場が、木細工尋常小学校（のちの奥州市立木細工小学校）として独立[26][6]。
- 1935年（昭和10年）4月 - 青年学校令施行に伴い、米里青年訓練所に代わり米里村立米里青年学校を併設[24][25]。
- 1941年（昭和16年）4月 - 国民学校令施行に伴い、「人首国民学校」に改称[6][4]。
- 1947年（昭和22年）4月 - 学校教育法施行に伴い、「米里村立人首小学校」に改称[6][4]。
- 1948年（昭和23年）4月 - 人首小学校PTAを結成[27]。
- 1954年（昭和29年） - 小川未明直筆の詩碑を設置[8]。
- 1955年（昭和30年）
  - 2月10日 - 町村合併に伴い、「江刺町立人首小学校」に改称[6]。
  - 7月 - 校章を制定[6]。
- 1957年（昭和32年）9月 - 特殊ブロック造の校舎を落成[6]。
- 1958年（昭和33年）11月3日 - 市制施行に伴い、「江刺市立人首小学校」に改称[6]。
- 1962年（昭和37年）7月 - 新校歌を制定（作詞：及川清、作曲：鷹觜洋一）[28]。
- 1971年（昭和46年）9月30日 - 中沢分校および学間沢分校を廃止[7][29]。
- 1973年（昭和48年）11月 - 創立100周年を記念し、記念庭園を設置、記念誌を発行[6][30]。
- 1983年（昭和58年）7月 - 4年生以上を対象に、郷土芸能「兄和田念仏剣舞」の伝承活動を開始[14][6]。
- 1984年（昭和59年）11月 - 特定非営利法人日本標準教育研究所より作文・詩の学校賞を受賞[6]。
- 1994年（平成6年）10月 - 新校舎と体育館を着工[6]。
- 1995年（平成7年）
  - 3月 - 体育館を落成[6]。
  - 7月 - 新校舎を落成[6]。
  - 9月 - 東北管区警察局より交通安全優良校として受賞[6]。
- 1996年（平成8年）
  - 3月 - 屋外運動場（校庭）が完工[6]。
  - 11月 - 新校舎落成式祝賀会を挙行[6]。
- 2006年（平成18年）2月20日 - 市町村合併に伴い、「奥州市立人首小学校」に改称[6]。
- 2007年（平成19年）4月 - 人首小学校スクールガード隊（見守り隊）が発足[6]。
- 2011年（平成23年）
  - 3月11日 - 東北地方太平洋沖地震により浄化槽が被災[31]。
  - 11月 - アメダスの雨量計を校地内に設置[6]。
- 2012年（平成24年）6月 - スクールボランティアの会が発足[6]。
- 2017年（平成29年）2月 - 公益社団法人「小さな親切」運動本部より実行賞を受賞[6]。
- 2021年（令和3年）3月 - 奥州市教育委員会が「奥州市学校再編計画」を策定し、2022年度末での統廃合が決定[15]。
- 2022年（令和4年）
  - 4月 - 最後の入学式を挙行し、1人の新入生が入学[3]。
  - 9月27日 - 江刺ひがし小へ統合する5校の合同陸上競技記録会を開催[32]。
  - 10月13日 - 閉校記念碑除幕式を挙行し、校門脇に閉校記念碑を設置[18]。
- 2023年（令和5年）
  - 2月 - 閉校記念誌を発行[33]。
  - 3月19日 - 閉校式・思い出を語る会を挙行[4]。
  - 3月31日 - 閉校。奥州市立江刺ひがし小学校へ統合される[4]。

### 児童数・学級数の推移
開校以降の児童数と学級数の推移。1875から1877年度、1897から1900年度、1947から1949年度、1962から1971年度、1973から1985年度、1998年度以降は毎年度掲載。
| 年度 | 児童数      | 増減 | 学級数     | 増減 | 出典          | 備考         |
| --- | ----------- | ---- | ---------- | ---- | ------------- | ------------ |
| 1873（明治6）年度                                                                                          | 69          |      | 不明       | 不明 | [ 34 ]        | 開校         |
| 1875（明治8）年度                                                                                          | 133         | 64   | 不明       | 不明 | [ 35 ]        |              |
| 1876（明治9）年度                                                                                          | 163         | 30   | 不明       | 不明 | [ 36 ]        |              |
| 1877（明治10）年度                                                                                         | 161         | －2  | 1          |      | [ 37 ]        |              |
| 1881（明治14）年度                                                                                         | 168         | 7    |            |      | [ 38 ]        |              |
| 1885（明治18）年度                                                                                         | 102（3）    | －66 |            |      | [ 34 ]        |              |
| 1887（明治20）年度                                                                                         | 162（不明） | 60   |            |      | [ 13 ]        |              |
| 1897（明治30）年度                                                                                         | 117（不明） | －45 |            |      | [ 39 ]        |              |
| 1898（明治31）年度                                                                                         | 140（不明） | 23   |            |      | [ 39 ]        |              |
| 1899（明治32）年度                                                                                         | 147（不明） | 7    |            |      | [ 39 ]        |              |
| 1900（明治33）年度                                                                                         | 108（不明） | －39 |            |      | [ 39 ]        |              |
| 1902（明治35）年度                                                                                         | 201（51）   | 93   |            |      | [ 34 ]        |              |
| 1910（明治43）年度                                                                                         |             |      | 7（1）     |      | [ 40 ]        |              |
| 1917（大正6）年度                                                                                          | 485（46）   |      |            |      | [ 34 ]        |              |
| 1918（大正7）年度                                                                                          |             |      | 7（1）     |      | [ 41 ]        |              |
| 1922（大正11）年度                                                                                         |             |      | 8（2）     | 1    | [ 42 ]        |              |
| 1924（大正13）年頃                                                                                         | 603（不明） |      | 12（不明） | 4    | [ 43 ]        | 分教場分含む |
| 1926（大正15）年度                                                                                         |             |      | 13（不明） | 1    | [ 44 ]        | 分教場分含む |
| 1931（昭和6）年度                                                                                          | 626（129）  |      | 11（2）    | －2  | [ 45 ]        | 分教場分含む |
| 1933（昭和8）年度                                                                                          | 630（137）  | 4    | 13（3）    | 2    | [ 46 ]        | 分教場分含む |
| 1934（昭和9）年度                                                                                          | 627（135）  | －3  | 13（3）    | 0    | [ 47 ]        | 分教場分含む |
| 1937（昭和12）年度                                                                                         | 617（123）  | －10 | 14（2）    | 1    | [ 48 ]        | 分教場分含む |
| 1938（昭和13）年度                                                                                         | （134）     |      | 14（2）    | 0    | [ 49 ]        | 分教場分含む |
| 1941（昭和16）年度                                                                                         | 614（132）  |      |            |      | [ 34 ]        |              |
| 1947（昭和22）年度                                                                                         | 590         | －24 |            |      | [ 34 ]        | 6・3制施行   |
| 1948（昭和23）年度                                                                                         | 550         | －40 | 14         |      | [ 50 ]        |              |
| 1949（昭和24）年度                                                                                         | 531         | －19 | 14         | 0    | [ 51 ]        |              |
| 1955（昭和30）年度                                                                                         | 508         | －23 | 12         | －2  | [ 34 ] [ 52 ] |              |
| 1958（昭和33）年度                                                                                         | 537         | 29   | 12         | 0    | [ 53 ]        |              |
| 1962（昭和37）年度                                                                                         | 507         | －30 | 12         | 0    | [ 54 ]        |              |
| 1963（昭和38）年度                                                                                         | 466         | －41 | 12         | 0    | [ 55 ]        |              |
| 1964（昭和39）年度                                                                                         | 416         | －50 | 12         | 0    | [ 56 ]        |              |
| 1965（昭和40）年度                                                                                         | 410         | －6  | 12         | 0    | [ 57 ]        |              |
| 1966（昭和41）年度                                                                                         | 410         | 0    | 12         | 0    | [ 58 ]        |              |
| 1967（昭和42）年度                                                                                         | 390         | －20 | 12         | 0    | [ 59 ]        |              |
| 1968（昭和43）年度                                                                                         | 339         | －51 | 11         | －1  | [ 60 ]        |              |
| 1969（昭和44）年度                                                                                         | 329         | －10 | 11         | 0    | [ 61 ]        |              |
| 1970（昭和45）年度                                                                                         | 309         | －20 | 11         | 0    | [ 62 ]        |              |
| 1971（昭和46）年度                                                                                         | 264         | －45 | 10         | －1  | [ 63 ]        |              |
| 1973（昭和48）年度                                                                                         | 229         | －35 | 9          | －1  | [ 64 ]        |              |
| 1974（昭和49）年度                                                                                         | 215         | －14 | 9          | 0    | [ 65 ]        |              |
| 1975（昭和50）年度                                                                                         | 198（4）    | －17 | 7（1）     | －2  | [ 66 ]        |              |
| 1976（昭和51）年度                                                                                         | 180（3）    | －18 | 7（1）     | 0    | [ 67 ]        |              |
| 1977（昭和52）年度                                                                                         | 182（3）    | 2    | 7（1）     | 0    | [ 68 ]        |              |
| 1978（昭和53）年度                                                                                         | 169（3）    | －13 | 7（1）     | 0    | [ 69 ]        |              |
| 1979（昭和54）年度                                                                                         | 159（2）    | －10 | 7（1）     | 0    | [ 70 ]        |              |
| 1980（昭和55）年度                                                                                         | 162（2）    | 3    | 7（1）     | 0    | [ 71 ]        |              |
| 1981（昭和56）年度                                                                                         | 148（2）    | －14 | 7（1）     | 0    | [ 72 ]        |              |
| 1982（昭和57）年度                                                                                         | 156（1）    | 8    | 7（1）     | 0    | [ 73 ]        |              |
| 1983（昭和58）年度                                                                                         | 158（2）    | 2    | 7（1）     | 0    | [ 74 ]        |              |
| 1984（昭和59）年度                                                                                         | 159（1）    | 1    | 7（1）     | 0    | [ 75 ]        |              |
| 1985（昭和60）年度                                                                                         | 164（1）    | 5    | 7（1）     | 0    | [ 76 ]        |              |
| 1993（平成5）年度                                                                                          | 134         | －30 | 6          | －1  | [ 77 ]        |              |
| 1995（平成7）年度                                                                                          | 124         | －10 | 6          | 0    | [ 78 ]        |              |
| 1996（平成8）年度                                                                                          | 114         | －10 | 6          | 0    | [ 79 ]        |              |
| 1998（平成10）年度                                                                                         | 99          | －15 | 6          | 0    | [ 80 ]        |              |
| 1999（平成11）年度                                                                                         | 89          | －10 | 6          | 0    | [ 81 ]        |              |
| 2000（平成12）年度                                                                                         | 84          | －5  | 6          | 0    | [ 82 ]        |              |
| 2001（平成13）年度                                                                                         | 74          | －10 | 6          | 0    | [ 83 ]        |              |
| 2002（平成14）年度                                                                                         | 72          | －2  | 6          | 0    | [ 84 ]        |              |
| 2003（平成15）年度                                                                                         | 71          | －1  | 6          | 0    | [ 85 ]        |              |
| 2004（平成16）年度                                                                                         | 69          | －2  | 6          | 0    | [ 86 ]        |              |
| 2005（平成17）年度                                                                                         | 72          | 3    | 6          | 0    | [ 87 ]        |              |
| 2006（平成18）年度                                                                                         | 65          | －7  | 6          | 0    | [ 88 ]        |              |
| 2007（平成19）年度                                                                                         | 68          | 3    | 6          | 0    | [ 89 ]        |              |
| 2008（平成20）年度                                                                                         | 67          | －1  | 6          | 0    | [ 90 ]        |              |
| 2009（平成21）年度                                                                                         | 67          | 0    | 6          | 0    | [ 91 ]        |              |
| 2010（平成22）年度                                                                                         | 64          | －3  | 6          | 0    | [ 92 ]        |              |
| 2011（平成23）年度                                                                                         | 59          | －5  | 5          | －1  | [ 11 ]        | 複式学級発生 |
| 2012（平成24）年度                                                                                         | 51          | －8  | 5          | 0    | [ 12 ]        |              |
| 2013（平成25）年度                                                                                         | 47          | －4  | 4          | －1  | [ 12 ]        |              |
| 2014（平成26）年度                                                                                         | 39          | －8  | 4          | 0    | [ 12 ]        |              |
| 2015（平成27）年度                                                                                         | 35          | －4  | 3          | －1  | [ 12 ]        |              |
| 2016（平成28）年度                                                                                         | 33          | －2  | 4          | 1    | [ 12 ]        |              |
| 2017（平成29）年度                                                                                         | 26          | －7  | 3          | －1  | [ 12 ]        |              |
| 2018（平成30）年度                                                                                         | 25          | －1  | 3          | 0    | [ 12 ]        |              |
| 2019（令和元）年度                                                                                         | 20          | －5  | 3          | 0    | [ 12 ]        |              |
| 2020（令和2）年度                                                                                          | 20          | 0    | 3          | 0    | [ 12 ]        |              |
| 2021（令和3）年度                                                                                          | 17          | －3  | 3          | 0    | [ 12 ]        |              |
| 2022（令和4）年度                                                                                          | 15          | －2  | 3          | 0    | [ 12 ]        | 閉校         |
| ※児童数・学級数内の括弧は、 1941年度以前は高等科分（内数）、1975年度以降は特殊学級の児童・学級数（内数）。 |             |      |            |      |               |              |

## 分校
当校の分校のうち、中沢分校（なかざわぶんこう）と学間沢分校（がくまざわぶんこう）を記載。独立した木細工分校は「奥州市立木細工小学校」を参照。

### 中沢分校
本校から東へ約2.5キロメートル進んだ山間部にあった。へき地校1級。周辺戸数は約40戸（閉校時）。
1971年9月29日には閉校式を挙げ、来賓や地区民など約50人が出席した。翌30日をもって閉校し、約100年の歴史に幕を閉じた。

#### 児童数・学級数の推移
1910年度以降の児童数と学級数の推移。1962年度以降は毎年度掲載。
1966年には20人を数えたが、その後は過疎化により減少してゆき、最終年度となる1971年度には10人を割った。1971年度は1年生2人、2年生4人の計6人で、1人の教師による複式授業が行われた。
| 年度               | 児童数 | 増減 | 学級数 | 出典   | 備考 |
| ------------------ | ------ | ---- | ------ | ------ | ---- |
| 1910（明治43）年度 |        |      | 1      | [ 40 ] |      |
| 1918（大正7）年度  |        |      | 1      | [ 41 ] |      |
| 1922（大正11）年度 |        |      | 1      | [ 42 ] |      |
| 1949（昭和24）年度 | 14     |      | 1      | [ 51 ] |      |
| 1955（昭和30）年度 | 18     | 4    | 1      | [ 52 ] |      |
| 1962（昭和37）年度 | 17     | －1  | 1      | [ 54 ] |      |
| 1963（昭和38）年度 | 17     | 0    | 1      | [ 55 ] |      |
| 1964（昭和39）年度 | 16     | －1  | 1      | [ 56 ] |      |
| 1965（昭和40）年度 | 19     | 3    | 1      | [ 57 ] |      |
| 1966（昭和41）年度 | 20     | 1    | 1      | [ 58 ] |      |
| 1967（昭和42）年度 | 18     | －2  | 1      | [ 59 ] |      |
| 1968（昭和43）年度 | 16     | －2  | 1      | [ 60 ] |      |
| 1969（昭和44）年度 | 11     | －5  | 1      | [ 61 ] |      |
| 1970（昭和45）年度 | 10     | －1  | 1      | [ 62 ] |      |
| 1971（昭和46）年度 | 6      | －4  | 1      | [ 7 ]  | 閉校 |

### 学間沢分校
本校から北へ約4キロメートル進んだ山間部にあった。へき地校1級。
1960年2月には、県よりへき地校の指定を受けた（1級）。
閉校に際し、1970年9月30日には閉校式が行われた。同日をもって廃止され、本校へ統合された。

#### 児童数・学級数の推移
1897年度以降の児童数と学級数の推移。1897年度から1900年度、1962年度以降は毎年度掲載。
1898年度の29人が最多であり、1949年度以降はおおむね10人前後で推移した。学級編成に関しては、記録が残る1910年度から1967年度にかけては1学級編成が続いていたが、1968年度から1970年度にかけては2学級編成となった。最終年度となる1971年度の児童数内訳は、2年生4人、3年生2人、4年生1人の計7人で、学級は再度1学級となった。
| 年度               | 児童数 | 増減 | 学級数 | 出典   | 備考 |
| ------------------ | ------ | ---- | ------ | ------ | ---- |
| 1897（明治30）年度 | 26     |      |        | [ 39 ] |      |
| 1898（明治31）年度 | 29     | 3    |        | [ 39 ] |      |
| 1899（明治32）年度 | 22     | －6  |        | [ 39 ] |      |
| 1900（明治33）年度 | 13     | －9  |        | [ 39 ] |      |
| 1910（明治43）年度 |        |      | 1      | [ 40 ] |      |
| 1918（大正7）年度  |        |      | 1      | [ 41 ] |      |
| 1922（大正11）年度 |        |      | 1      | [ 42 ] |      |
| 1949（昭和24）年度 | 14     |      | 1      | [ 51 ] |      |
| 1955（昭和30）年度 | 6      | －8  | 1      | [ 52 ] |      |
| 1959（昭和34）年度 | 9      | 3    | 1      | [ 94 ] |      |
| 1962（昭和37）年度 | 13     | 4    | 1      | [ 54 ] |      |
| 1963（昭和38）年度 | 17     | 4    | 1      | [ 55 ] |      |
| 1964（昭和39）年度 | 8      | －9  | 1      | [ 56 ] |      |
| 1965（昭和40）年度 | 11     | 3    | 1      | [ 57 ] |      |
| 1966（昭和41）年度 | 9      | －2  | 1      | [ 58 ] |      |
| 1967（昭和42）年度 | 10     | 1    | 1      | [ 59 ] |      |
| 1968（昭和43）年度 | 12     | 2    | 2      | [ 60 ] |      |
| 1969（昭和44）年度 | 11     | －1  | 2      | [ 61 ] |      |
| 1970（昭和45）年度 | 12     | 1    | 2      | [ 62 ] |      |
| 1971（昭和46）年度 | 7      | －5  | 1      | [ 7 ]  | 閉校 |

## 教育目標
- 学びあう子ども
- 思いやりのある子ども
- たくましい子ども

出典：

## 施設概要
主な施設を掲載。

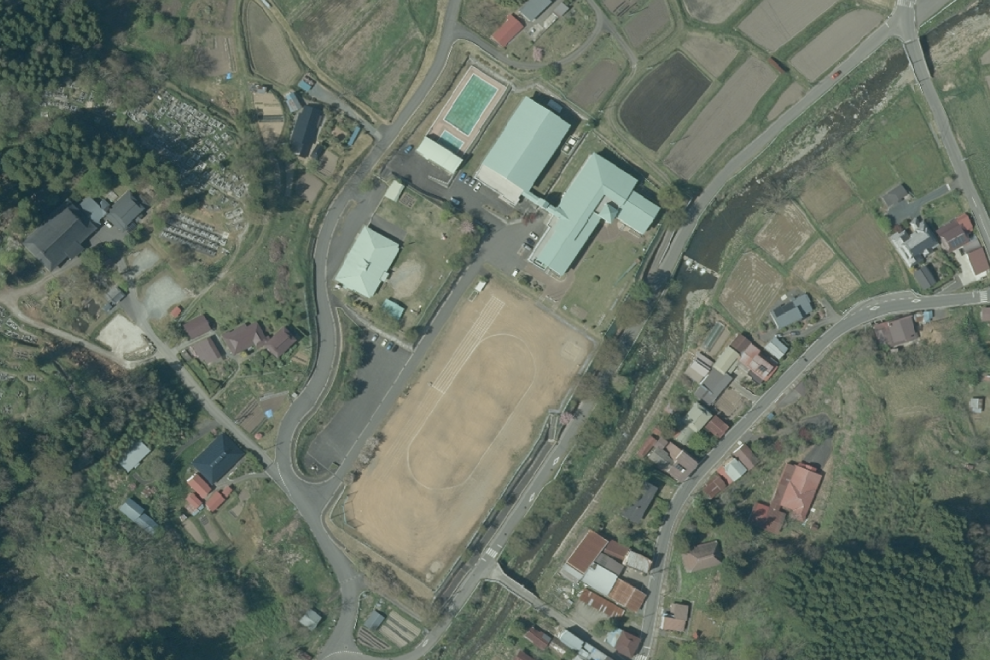
空中写真（2020年5月）

- 校舎 - 1995年竣工の鉄筋コンクリート造2階建て[6][1]。建築面積2,101平方メートル[1]。教室はオープンスペースを併設していた[97]。
- 体育館 - 1995年竣工の鉄筋コンクリート造2階建て[6][1]。建築面積870平方メートル[1]。
- プール - 1996年度竣工。25m×13mのメインプールと、10m×6mのサブプールを有していた。槽はステンレス製[1]。
- 校庭 - 面積は10,037平方メートル[1]。
- 記念庭園[6]

## 学区
- 奥州市江刺米里
  - 米里第1区 - 第6区、第9区 - 第12区

出典：

## 進学先の中学校
公立中学校の場合。
- 江刺市立米里中学校（江刺市米里、現：奥州市江刺米里） - 1977年度以前[99]
- 奥州市立江刺東中学校（奥州市江刺玉里） - 1978年度から2021年度[100][99]
- 奥州市立江刺第一中学校（奥州市江刺岩谷堂） - 2022年度[98]

## アクセス

### バス
- 「米里」停留所（奥州市営バス）から徒歩で約7分

### 自動車
- 岩谷堂地域から県道8号経由で約20分
- 花巻市東和町田瀬地区から県道27号経由で約10分
- 国道397号赤金トンネル付近にある、県道8号とのT字路交差点から約12分

## 周辺
- 人首川
- 自徳寺
- 米里地区センター